# Karsten Søndergaard
Karsten Søndergaard (født 10. maj 1967 i Herlev) er en dansk politiker fra Venstre. Han var borgmester i Egedal Kommune fra 1. februar 2017 til 31. december 2021. Søndergaard overtog borgmsterposten da partifællen Willy Eliasen trådte tilbage 11 måneder før valgperiodens udløb. Borgmesterposten overgik til Vicky Holst Rasmussen fra Socialdemokratiet efter kommunalvalget 2021.
Søndergaard blev første gang valgt til kommunalbestyrelsen i 2001.

## Erhverv og familie
Søndergaard var ansat 31 år i Nordea inden han blev borgmester. Han var filialchef i hovedparten af tiden.
Søndergaard er gift og parret har tilsammen 5 voksne børn. Han har boet i Smørum siden 1993.